# 6598 Modugno
6598 Modugno (1988 CL) là một tiểu hành tinh vành đai chính được phát hiện ngày 13 tháng 2 năm 1988 bởi Osservatorio San Vittore ở Bologna.